# Saarijärvi (sjö i Finland, Lappland, lat 68,92, long 26,78)
Saarijärvi är en sjö i Finland. Den ligger i kommunen Enare i landskapet Lappland, i den norra delen av landet, 1 000 km norr om huvudstaden Helsingfors. Saarijärvi ligger 151,2 meter över havet. Arean är 44 hektar och strandlinjen är 4,67 kilometer lång. Sjön  ingår i Pasvik älvs huvudavrinningsområde. 